# Орловка (село, Севастополь)
Орло́вка (до 1945 года Мамашай; крымскотат. Mamaşay, Мамашай) — село в Нахимовском районе города федерального значения Севастополя, входит в Качинский муниципальный округ (согласно административно-территориальному делению Украины — в составе Качинского поссовета Нахимовского района Севастопольского горсовета).

## География
Расположено в северной части территории города, в 2 км от берега Чёрного моря, на правом берегу реки Качи, высота центра села над уровнем моря 9 м. У восточной окраины села проходит автодорога 67К-12 «Саки — Орловка» (Севастопольский участок региональной автодороги Северная — Саки; по украинской классификации — Т-0117), расстояние до Севастополя около 13 км (Северная сторона). Соседние населённые пункты — за автотрассой на северо-востоке Полюшко и в 200 м западнее, ближе к морю — Осипенко.

## Население
| 2001 | 2014 |
| ---- | ---- |
| 937  | ↘847 |

Численность населения по данным переписи населения по состоянию на 14 октября 2014 года составила 847 человек, по данным сельсовета на 2009 год — 938 человек.
Динамика численности населения
| - 1805 год — 156 чел. - 1864 год — 253 чел. - 1886 год — 369 чел. - 1889 год — 366 чел. - 1892 год — 373 чел. - 1902 год — 393 чел. - 1915 год — 712/42 чел. | - 1926 год — 544 чел. - 1939 год — 818 чел. - 1989 год — 1010 чел. - 1998 год — 1555 чел. - 2001 год — 937 чел. - 2009 год — 938 чел. - 2014 год — 847 чел. |

## Современное состояние
Площадь села на 2011 год — 419,4163 гектара. В селе действуют детский сад № 103, средняя школа № 46, мечеть «Мечеть Мамашай джамиси», памятник архитектуры с 1992 года

## История
Впервые в доступных источниках селение упоминается в 1656 году, также упомянуто в Камеральном описании Крыма 1784 года как деревня бакчи-сарайскаго каймаканства Качи Беш Паресы Кадылыка (судебного округа) Мамашай. После присоединения Крыма к России (8) 19 апреля 1783 года, (8) 19 февраля 1784 года, именным указом Екатерины II сенату, на территории бывшего Крымского Ханства была образована Таврическая область и деревня была приписана к Симферопольскому уезду. С началом Русско-турецкой войной 1787—1791 годов, весной 1788 года производилось выселение крымских татар из прибрежных селений качинской долины во внутренние районы полуострова, в том числе и из Мамашая. В конце войны, 14 августа 1791 года всем было разрешено вернуться на место прежнего жительства. После Павловских реформ, с 1796 по 1802 год, входила в Акмечетский уезд Новороссийской губернии. По новому административному делению, после создания 8 (20) октября 1802 года Таврической губернии, Мамашай был включён в состав Актачинской волости Симферопольского уезда.
По Ведомости о всех селениях в Симферопольском уезде состоящих с показанием в которой волости сколько числом дворов и душ… от 9 октября 1805 года, в деревне Мамашай числилось 31 двор и 156 жителей, исключительно крымских татар. На военно-топографической карте генерал-майора Мухина 1817 года в деревне 19 дворов. В результате реформы волостного деления 1829 года Мамашай, согласно «Ведомости о казённых волостях Таврической губернии 1829 года», передали в состав новой, Дуванкойской волости (преобразованной из Чоргунской). На карте 1836 года в Мамашае 50 дворов, как и на карте 1842 года.
В 1860-х годах, после земской реформы Александра II, деревня осталась в составе преобразованной Дуванкойской волости. Согласно «Списку населённых мест Таврической губернии по сведениям 1864 года», составленному по результатам VIII ревизии 1864 года, Мамашай — владельческая татарская и русская деревня, с 35 дворами, 253 жителями и мечетью при реке Каче. По обследованиям профессора А. Н. Козловского начала 1860-х годов, в селении имелись колодцы с пресной водой глубиной 2—4 сажени, а также жители пользовались водой из Качи. На трёхверстовой карте Шуберта 1865—1876 года в деревне обозначено 28 дворов. На 1886 год в деревне Мамашай, согласно справочнику «Волости и важнѣйшія селенія Европейской Россіи», проживало 369 человек в 59 домохозяйствах, действовали мечеть и лавка. В «Памятной книге Таврической губернии 1889 года», по результатам Х ревизии 1887 года, в деревне числилось 82 двора и 366 жителей. На верстовой карте 1889—1890 года в деревне обозначено 61 двор с татарским населением.
После земской реформы 1890-х годов деревня осталась в составе преобразованной Дуванкойской волости. Согласно «…Памятной книжке Таврической губернии на 1892 год», в деревне Мамашай, входившей в Калымтайское сельское общество, числилось 373 жителя в 72 домохозяйствах, владевшие 1288 десятинами земли. По «…Памятной книжке Таврической губернии на 1902 год» в деревне Мамашай, входившей в Калымтайское сельское общество, числилось 393 жителя в 56 домохозяйствах. По Статистическому справочнику Таврической губернии. Ч.II-я. Статистический очерк, выпуск шестой Симферопольский уезд, 1915 год, в деревне Мамашай (на земле Генгросса) Дуванкойской волости Симферопольского уезда числилось 120 дворов с татарским населением в количестве 712 человек приписных жителей и 42 — «посторонних», из которых 340 мужчин и 372 женщины. Жители владели 965 десятинами удобной земли. В хозяйствах имелось 95 лошадей, 64 вола, 72 коровы и 39 голов мелкого скота. Согласно списку 1915 года «…русских подданных из австрийских, венгерских или германских выходцев» землевладельцев, опубликованном в газете «Таврические губернские ведомости» в апреле 1915 года, при деревне Мамашай значатся Мартинс Яков Иванович, владевший 1200 десятинами усадебного места, Ценглер Готлиб Георгиевич — 600 квадратными саженями усадебного места с домом и Эбингер Иоган Фридрихович — 600 квадратных саженей усадебного места.
После установления в Крыму Советской власти, по постановлению Крымревкома от 8 января 1921 года была упразднена волостная система и село вошло в состав Бахчисарайского района Симферопольского уезда, а в 1922 году уезды получили название округов. 11 октября 1923 года, согласно постановлению ВЦИК, в административное деление Крымской АССР были внесены изменения, в результате которых округа были отменены и основной административной единицей стал Бахчисарайский район и село включили в его состав. Согласно Списку населённых пунктов Крымской АССР по Всесоюзной переписи 17 декабря 1926 года, в селе Мамашай, центре Мамашайского сельсовета Бахчисарайского района, числилось 138 дворов, из них 133 крестьянских, население составляло 544 человека (271 мужчина и 273 женщины). В национальном отношении учтено: 472 татарина, 240 греков, 57 русских, 26 украинцев, 2 белоруса, 19 немцев, 1 эстонец, 3 записаны в графе «прочие», действовала татарская школа.
В 1925—1927 годах на возвышенности, южнее села, была сооружена 10 батарея береговой обороны. 2 ноября 1941 года, в 15.30, батарея открыла огонь по колонне противника — началась оборона Севастополя. В ходе первого штурма города линия фронта, фактически, проходила через Мамашай. 22 декабря 1941 года Военный совет Приморской армии отводит войска, в том числе и батарейцев 10-й, за Бельбек — 23 фашисты заняли село.
Вечером 14 апреля 1944 года танковый батальон майора Булгакова ворвался в Мамашай, откуда утром 15-го двинулся на Северную сторону. А уже 18 мая, согласно Постановлению ГКО № 5859 от 11 мая 1944 года, уцелевшие крымские татары из Мамашая были депортированы в Среднюю Азию. Постановлением ГКО № 5984 от 2 июня 1944 года, крымские греки были также депортированы в Среднюю Азию и на Урал. 12 августа 1944 года было принято постановление № ГОКО-6372с «О переселении колхозников в районы Крыма» по которому в район планировалось переселить 6000 колхозников и в сентябре 1944 года в район приехали первые новосёлы (2146 семей) из Орловской и Брянской областей РСФСР, а в начале 1950-х годов последовала вторая волна переселенцев из различных областей Украины. Указом Президиума Верховного Совета РСФСР от 21 августа 1945 года Мамашай был переименован в Орловку и Мамашайский сельсовет — в Орловский. С 25 июня 1946 года Орловка в составе Крымской области РСФСР, а 26 апреля 1954 года Крымская область была передана из состава РСФСР в состав УССР. Время упразднения сельсовета пока не установлено: на 15 июня 1960 года село числилось в составе Тенистовском совета.
15 февраля 1965 года село передано в состав Севастопольского горсовета в Качинский поссовет. С 21 марта 2014 года в составе Севастополя аннексирована Россией.

## Известные уроженцы
- Абдраим Решидов — Герой Советского Союза.